# Myriopholis filiformis
Myriopholis filiformis es una especie de serpientes de la familia Leptotyphlopidae.

## Distribución geográfica yhábitat
Es endémica de Socotra (Yemen). Su rango altitudinal oscila entre 106 y 762 m s. n. m..